# کورفیلد پریفلکس
کورفیلد پریفلکس (به انگلیسی: Corfield Periflex) یک دوربین عکاسی ساخت شرکت لایکا است.